# Chengdu Pandaman
I Chengdu Pandaman sono una squadra di football americano di Chengdu, in Cina.

## Dettaglio stagioni

### Tornei nazionali

#### Campionato

##### AFLC/CNFL
| Stagione | regular season | regular season | regular season | regular season | regular season | regular season | playoff | playoff | playoff | playoff | playoff | playoff          | playoff             |
|          | Vin            | Par            | Per            | Tot            | PF             | PS             | Vin     | Per     | Tot     | PF      | PS      | risultato        | avversaria          |
| -------- | -------------- | -------------- | -------------- | -------------- | -------------- | -------------- | ------- | ------- | ------- | ------- | ------- | ---------------- | ------------------- |
| 2015     | 1              | 0              | 3              | 4              | 56             | 154            | 0       | 1       | 1       | 16      | 28      | Wild Card        | Chongqing Dockers   |
| 2016     | 4              | 0              | 0              | 4              | 166            | 34             | 1       | 1       | 2       | 40      | 36      | Semifinale       | Shanghai Nighthawks |
| 2017     | 5              | 0              | 0              | 5              | 242            | 0              | 1       | 1       | 2       | 36      | 47      | Semifinale       | Shanghai Warriors   |
| 2018     | 4              | 0              | 0              | 4              | 142            | 8              | 1       | 1       | 2       | 56      | 34      | Semifinale       | Shanghai Warriors   |
| 2019     | 3              | 0              | 1              | 4              | 112            | 50             | 1       | 1       | 2       | 1       | 1       | Quarti di finale | Hong Kong Warhawks  |
| 2020     | 3              | 0              | 1              | 4              | 110            | 55             | 1       | 1       | 2       | 25      | 33      | Finale           | Hangzhou Smilodons  |
| Totale   | 20             | 0              | 5              | 25             | 828            | 301            | 5       | 6       | 11      | 174     | 182     |                  |                     |

Fonti: Enciclopedia del Football - A cura di Roberto Mezzetti

##### Torneo di Primavera
| Stagione | regular season | regular season | regular season | regular season | regular season | regular season | playoff | playoff | playoff | playoff | playoff | playoff   | playoff           |
|          | Vin            | Par            | Per            | Tot            | PF             | PS             | Vin     | Per     | Tot     | PF      | PS      | risultato | avversaria        |
| -------- | -------------- | -------------- | -------------- | -------------- | -------------- | -------------- | ------- | ------- | ------- | ------- | ------- | --------- | ----------------- |
| 2021     | -              | -              | -              | -              | -              | -              | 3       | 0       | 3       | 129     | 26      | Campioni  | Shenyang Spartans |
| Totale   | -              | -              | -              | -              | -              | -              | 3       | 0       | 3       | 129     | 26      |           |                   |

Fonti: Enciclopedia del Football - A cura di Roberto Mezzetti

### Riepilogo fasi finali disputate
| Anno             | Luogo | Evento              | Fase del torneo  | Incontro                               | Risultato    |
| 14 novembre 2015 |       | AFLC                | Wild Card        | Chengdu Pandaman - Chongqing Dockers   | 16 - 28      |
| 17 dicembre 2016 |       | AFLC                | Semifinale       | Shanghai Nighthawks - Chengdu Pandaman | 20 - 14      |
| 9 dicembre 2017  |       | AFLC                | Semifinale       | Shanghai Warriors - Chengdu Pandaman   | 26 - 8       |
| 15 dicembre 2018 |       | AFLC                | Semifinale       | Chengdu Pandaman - Shanghai Warriors   | 6 - 22       |
| 30 novembre 2019 |       | CNFL                | Quarti di finale | Hong Kong Warhawks - Chengdu Pandaman  | 1 - 0 d.g.s. |
| 9 gennaio 2021   |       | CNFL                | Finale           | Hangzhou Smilodons - Chengdu Pandaman  | 33 - 24      |
| 26 giugno 2021   |       | Torneo di Primavera | Finale           | Chengdu Pandaman - Shenyang Spartans   | 40 - 14      |

## Palmarès
- 1 Torneo di Primavera CNFL (2021)